# François de Lanfranchi
Pour les articles homonymes, voir Lanfranchi.
François de Lanfranchi, né le 23 juin 1926 à Paris (France) et mort le 8 janvier 2024 à Ajaccio,, est un archéologue corse, spécialiste de la Préhistoire et fondateur du musée de l'Alta Rocca situé à Levie (Alta Rocca - Corse).

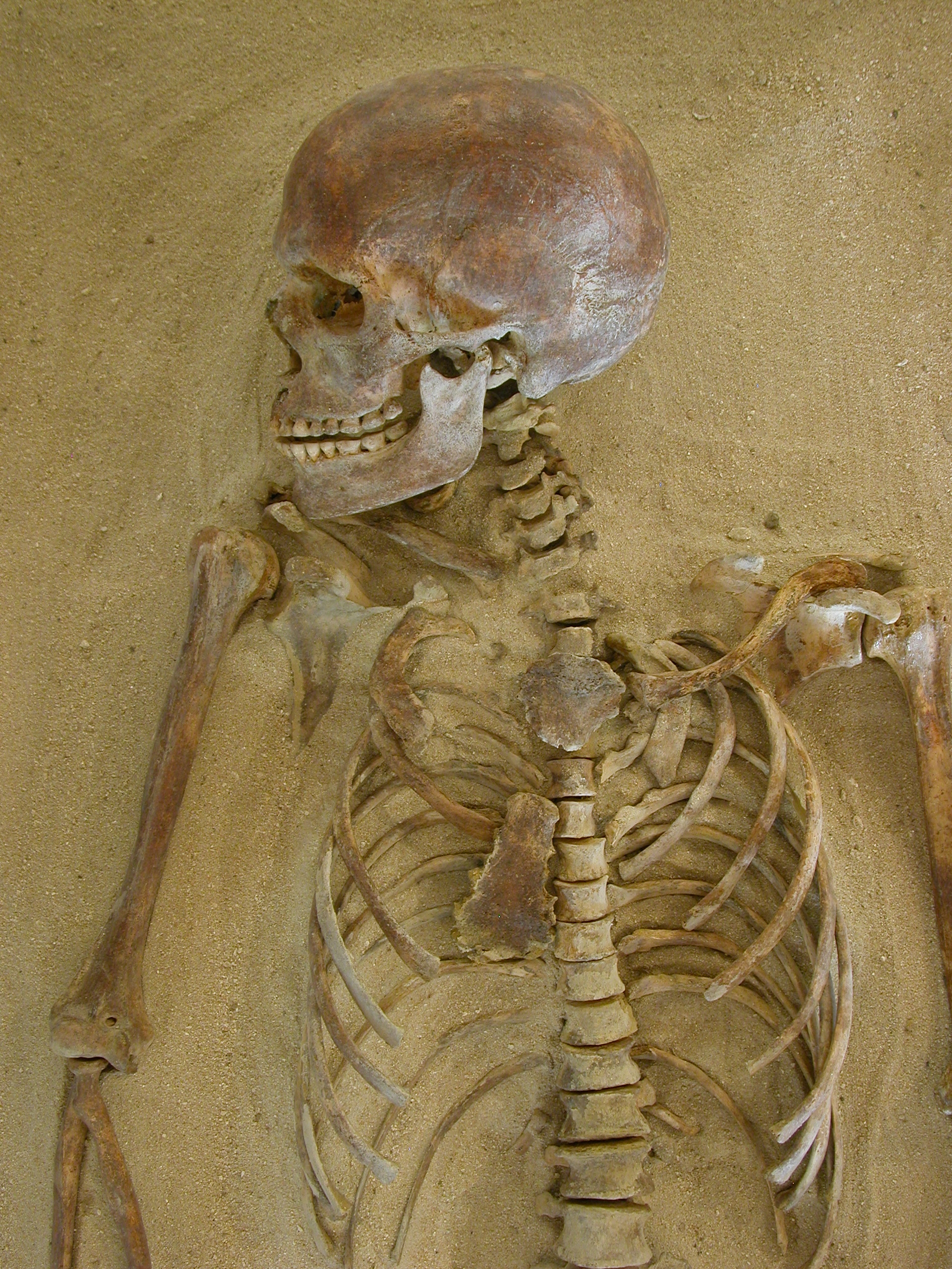
La Dame de Bonifacio (6500 av. J.-C.), mise au jour par François de Lanfranchi et M.-C. Weiss en 1972

## Biographie
François de Lanfranchi est un archéologue corse, spécialiste de la Préhistoire, docteur en histoire et civilisations, diplômé de l'École des hautes études en sciences sociales de Paris
Il a, entre autres, été chercheur à l'Institut corse d'études préhistoriques, avant d'en prendre la direction avec Michel-Claude Weiss en 1970, responsable scientifique du Centre d’études et de recherches archéologiques de l'Alta Rocca et fondé le Musée départemental de l'Alta-Rocca à Levie.
François de Lanfranchi a consacré 40 années à la recherche archéologique, publié environ 200 articles scientifiques et ouvrages et dirigé près de 40 chantiers de fouilles en Corse, dont une trentaine en Alta Rocca. Grâce à ses chantiers école, il a contribué à la formation d'une nouvelle génération d’archéologues.
Après l'intérêt porté à Cucuruzzu dès 1959 par Roger Grosjean, archéologue connu pour avoir étudié Filitosa, les recherches sont reprises par François de Lanfranchi qui les poursuit jusque dans les années 1990 et publie de nombreux articles et ouvrages sur le site.

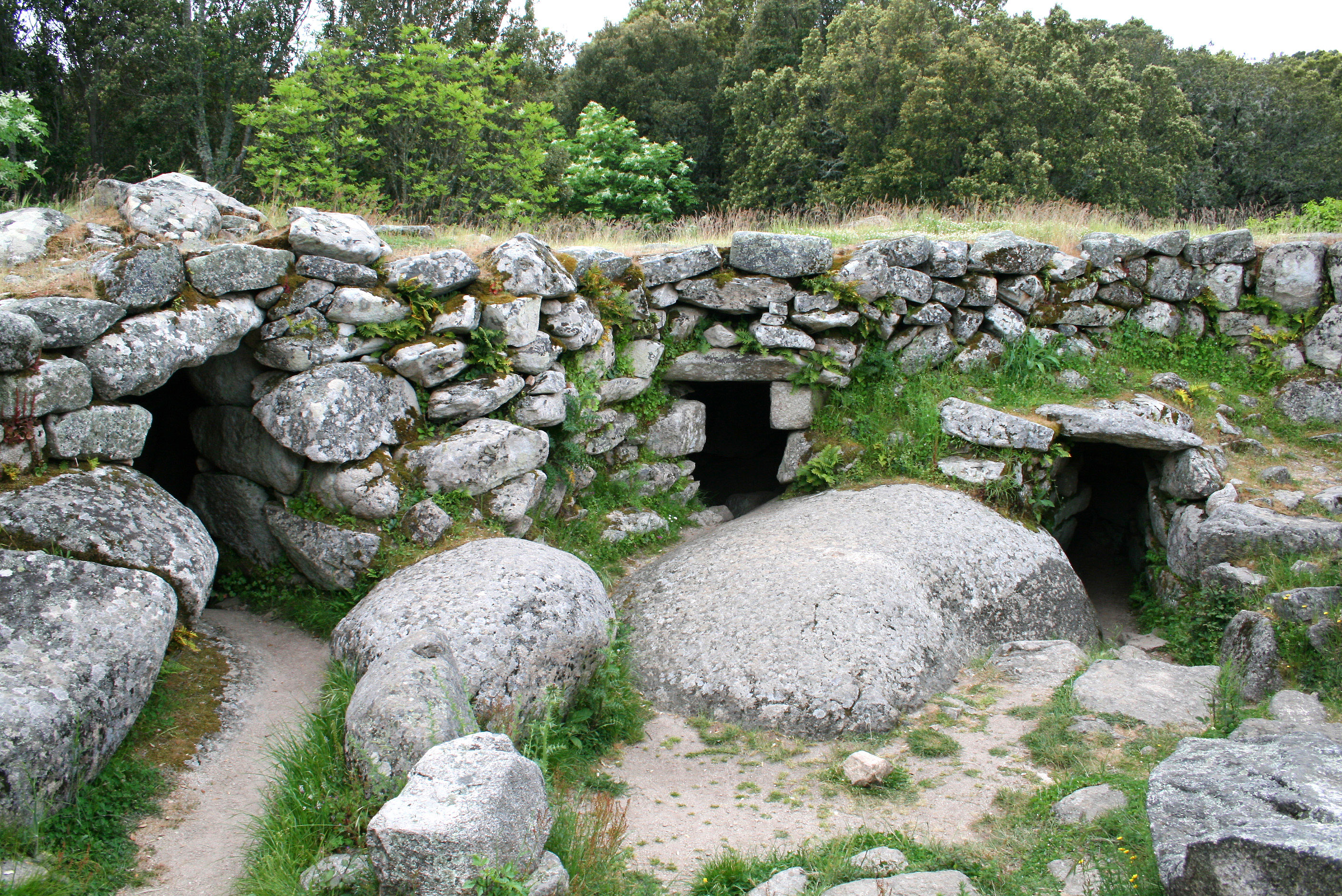
Site de Cucuruzzu.

En 1980, il participe à la mise en place du département d’archéologie de l’Université de Corse où il a enseigné.
Avant de commencer ses fouilles ethno archéologiques et sa carrière de chercheur et d'universitaire, François de Lanfranchi a accompli l’École normale. Il a enseigné comme professeur de lettres et d’histoire au Collège de Levie. Il a également mené une carrière syndicale et politique en tant que membre du Syndicat national des instituteurs et du Conseil syndical de la section départementale du SNI. En 1950, il devient secrétaire de la Section du Parti communiste de Levie et entre au comité de la Fédération communiste de Corse en 1956.

## Découvertes majeures
- Site de Cucuruzzu (Levie)[10],[11].

- Squelette de la Dame de Bonifacio[12], datant de 6600 ans avant notre ère (Araguina-Sennola), avec Michel-Claude Weiss.

- Mise au jour à Altagène du premier exemple de proto-urbanisation en Corse profonde due aux montagnards du Néolithique au IVème millénaire avant Jésus Christ[13].

## Publications

### Ouvrages
- François de Lanfranchi, L'âme de pierre, Ajaccio, Éditions Albiana, 2002, 392 p. ;
- François de Lanfranchi, Civilisations perdues en Alta Rocca, P.N.R.C, Encyclopaedia Corsicae, 1975 (32 pages)
- François de Lanfranchi, Capula quatre millénaires de survivances et de traditions, Ajaccio, Éditions Albiana, 1978 (296 pages)
- François de Lanfranchi, Michel-Claude Weiss, La civilisation des Corses, les origines, Ajaccio, Éditions Cyrnos et Méditerranée, 1973 (182 pages)
- François de Lanfranchi, Le secret des mégalithes, Ajaccio, Éditions Albiana, 2000 (168 pages)
- François de Lanfranchi, José Alessandri, Les sociétés préhistoriques de Corse du Ve au IIIe millénaire av. J.-C., Ajaccio, Albiana, 2018 (328 pages)
- François de Lanfranchi, Michel Claude Weiss, Arts et croyances pratiques funéraires et symboliques des populations préhistoriques corses, Ajaccio, CRDP, 1994 (95 pages)
- François de Lanfranchi, Michel-Claude Weiss, L'Aventure humaine préhistorique en Corse, Ajaccio, Éditions Albiana, 1997 (503 pages)
- François de Lanfranchi, José Alessandri, Capula, 35 siècles d'Histoire. La période médiévale, Ajaccio, Éditions Albiana, 2013 (296 pages)

### Articles

#### Bulletin de la Société préhistorique française, publications
- François de Lanfranchi, « Mégalithisme et façonnage des roches destinées à être plantées. Concepts, terminologie et chronologie », Bulletin de la Société préhistorique française,‎ 2002, pp. 331-356 (lire en ligne).
- François de Lanfranchi, «Un vase néolithique en roche dure, à anse zoomorphe, trouvé en Corse méridionale dans les années trente», Bulletin de la Société préhistorique française, 2000, pp. 481-483
- Prénéolithique ou Mésolithique insulaire ? (1998, article)[14].
- L'obsidienne préhistorique corso-sarde : les échanges et les axes de circulation (1980, article)[15].
- Les résultats d'un premier sondage dans le village protohistorique de Cucuruzzu (Levie, Corse) (1979, article)[16].
- Destruction d'un site cardial à Bonifacio (Corse) (1976, article)[17].
- Quatre vases de l'Age du Fer dans l'Alta Rocca (Corse) (1973, article)[18]
- Une inhumation sous abri de l'âge du Fer à Lugo (Zonza, Corse) (1971, article)[19]
- L'Abri de Pallaghiola (Gualdariccio, Levie - Corse) (1969, article)[20].
- La grotte sépulcrale de Curacchiaghiu (Levie, Corse) (1967, article)[21]

#### Bulletin de la Société préhistorique française, co-publications
- Kewin Peche-Quilichini, Simon Delvau,Thibault Lachenal, François de Lanfranchi, « Espaces de circulation, espaces de cheminement. Quelques «pistes» de réflexion pour le Sud de la Corse entre Bronze final et premier âge du Fer », Bulletin de la Société préhistorique française,‎ 2014, pp 101-128 (lire en ligne).
- La diorite orbiculaire : histoire d'une découverte (1980, article)[22].
- L'abri d'Araguina-Sennola à Bonifacio (Corse) (1969,Bulletin de la Société préhistorique française,article)[23].
- Le Néolithique ancien de l'abri d'Araguina-Sennola (Bonifacio, Corse) (1972, article)[24].
- La Corse néolithique et les moutons de Méditerranée nord-occidentale (2011, article)[25].